# Ноель Фішер
Ноель Фішер (англ. Noel Fisher, нар. 13 березня 1984) — канадський актор, найбільш відомий за ролями Міккі Мілковича в телесеріалі «Безсоромні» і Кела Меллоя в телесеріалі «Багаті».

## Ранні роки
Фішер народився у Ванкувері, Британській Колумбії. У дитинстві займався музикою, з 8 років грає на піаніно.

## Кар'єра
Акторська кар'єра Фішера почалася у віці 14 років, коли він зіграв у телевізійному фільмі «Історія Шелдона Кеннеді» (1999). За цю роль він був уперше номінований на премію «Джеміні». Свою другу номінацію на цю премію він отримав за роль у фільмі «Бістро „У Годіви“». У 2003 році він зіграв у фільмі "Пункт призначення 2 ".
З 2007 по 2008 рік Фішер знімався в серіалі «Багаті». У 2012 році він зіграв роль Еллісона Маунтса в міні-серіалі "Хетфілди та МакКої ", який отримав 16 номінацій на премію "Еммі ". У тому ж році Фішер виконав роль Володимира, 3000-річного румунського вампіра, у фільмі "Сутінки. Сага: Світанок — Частина 2 ".

## Особисте життя
З 2005 року перебуває в стосунках із актрисою афганського походження Лайлою Алізаде. У 2014 році пара побралася. 15 липня 2017 року Фішер та Алізаде одружилися.

## Фільмографія

### Кіно
| Рік  | Назва                                           | Оригінальна назва                                  | Роль                   | Примітки                       |
| ---- | ----------------------------------------------- | -------------------------------------------------- | ---------------------- | ------------------------------ |
| 2001 | День Святого Валентина                          | Valentine                                          | член банди             |                                |
| 2001 | Пішов ти, Фредді!                               | Freddy Got Fingered                                | прищавий менеджер      |                                |
| 2001 | Відплата Макса Кібла                            | Max Keeble's Big Move                              | Трой Макгінті          |                                |
| 2003 | Хлопчишник                                      | A Guy Thing                                        | прищавий підліток      |                                |
| 2003 | Пункт призначення 2                             | Final Destination 2                                | Брайан Гіббонс         |                                |
| 2003 | Агент Коді Бенкс                                | Agent Cody Banks                                   | Фенстер                |                                |
| 2006 | Мрії тата                                       | Pope Dreams                                        | Піт                    |                                |
| 2007 | Після сексу                                     | After Sex                                          | Джей                   |                                |
| 2008 | Рудий                                           | Red                                                | Денні                  |                                |
| 2010 | Чорна діра                                      | Black Hole                                         | Дейві                  | короткометражний фільм         |
| 2011 | Інопланетне вторгнення: Битва за Лос-Анджелес   | Battle: Los Angeles                                | Шон Леніхан            |                                |
| 2011 | -                                               | Thule                                              | Джим Паркер            | короткометражний фільм         |
| 2011 | -                                               | Commerce                                           | Піт                    | короткометражний фільм         |
| 2012 | Сутінки. Сага: Світанок — Частина 2             | The Twilight Saga: Breaking Dawn — Part 2          | Володимир              |                                |
| 2014 | Черепашки ніндзя                                | Teenage Mutant Ninja Turtles                       | Мікеланджело           |                                |
| 2015 | Безмежний Бетмен: Нашестя монстрів              | Batman Unlimited: Monster Mayhem                   | Гого Шото              | мультфільм ; озвучка           |
| 2016 | Черепашки-ніндзя 2                              | Teenage Mutant Ninja Turtles: Out of the Shadows   | Мікеланджело           |                                |
| 2017 | У пошуках єті                                   | Mission Kathmandu: The Adventures of Nelly & Simon | Саймон Пікард          | мультфільм; англійський дубляж |
| 2018 | Снігові гонки                                   | Racetime                                           | Зак                    | мультфільм; озвучка            |
| 2019 | Ліга Справедливості проти Смертоносної П'ятірки | Justice League vs. the Fatal Five                  | Брейніак 5             | мультфільм; озвучка            |
| 2020 | Капоні. Обличчя зі шрамом                       | Capone                                             | Альберт «Сонні» Капоне |                                |

### Телебачення
| Рік       | Назва                                        | Оригінальна назва                 | Роль                                              | Примітки                                 |
| --------- | -------------------------------------------- | --------------------------------- | ------------------------------------------------- | ---------------------------------------- |
| 1999      | Історія Шелдона Кеннеді                      | The Sheldon Kennedy Story         |                                                   | телефільм                                |
| 2000      | Американські кекси                           | 2gether                           | скейтер                                           | телефільм                                |
| 2000      | Ідеальні наречені                            | Ratz                              | Джеймс                                            | телефільм                                |
| 2000      | Tottoko Hamutaro                             | Стен                              | мультсеріал; озвучка                              |                                          |
| 2000      | Рівне опівдні                                | High Noon                         | Біллі                                             | телефільм                                |
| 2000      | Разом                                        | 2gether: The Series               | Гері Лонг                                         | епізод: Waxed                            |
| 2000      | Just Deal                                    | коротун                           | епізод: The Right Question                        |                                          |
| 2000—2001 | -                                            | You, Me and the Kids              | Аарон                                             | телесеріал; 10 серій                     |
| 2000—2003 | Люди Ікс: Еволюція                           | X-men: Evolution                  | Тодд Толенскі / Жаба                              | мультсеріал; роль другого плану; озвучка |
| 2001      | Андромеда                                    | Andromeda                         | Брейон                                            | епізод: Music of a Distant Drum          |
| 2001      | За межею можливого                           | The Outer Limits                  | Бре                                               | епізод: Lion's Den                       |
| 2001      | Sk8                                          | Олексій                           | епізод: The Map                                   |                                          |
| 2002      | Місто демонів                                | Glory Days                        | Роббі Макніл                                      | епізод: The Devil Made Me Do It          |
| 2002      | Я був підлітком Фаустом                      | I Was a Teenage Faust             | Том                                               | телефільм                                |
| 2002      | Смертоносні тварюки                          | Killer Bees                       | Ділан Харріс                                      | телефільм                                |
| 2003      | Скачок у часі                                | A Wrinkle in Time                 | 16-річний айтішник                                | телефільм                                |
| 2003      | Блискавка: Смертельний розряд                | Lightning: Bolts of Destruction   | Джеремі Лендіс                                    | телефільм                                |
| 2003      | День подяки                                  | Thanksgiving Family Reunion       | Базз Ходжес                                       | телефільм                                |
| 2004      | Два з половиною людини                       | Two and a Half Men                | Фредді                                            | епізод: Camel Filters and Pheromones     |
| 2004      | Fillmore!                                    | Брі-Дог                           | мультсеріал; епізод: A Dark Score Evened; озвучка |                                          |
| 2004      | Renegadepress.com                            | Вінс                              | епізод: Too Cool                                  |                                          |
| 2004      | Детектив Раш                                 | Cold Case                         | Джеррі Кешер                                      | епізод: The Plan                         |
| 2004      | Доктор Хафф                                  | Huff                              | Сем Джонсон                                       | телесеріал; 3 епізоди                    |
| 2005—2006 | Бістро «У Годіви»                            | Godiva's                          | Ті Джей                                           | телесеріал; основна роль                 |
| 2006      | Медіум                                       | Medium                            | Джессі Ендрюс / Брайан                            | епізод: Sweet Child O'Mine               |
| 2006      | Переговорщики                                | Standoff                          | Оуен Джонсон                                      | епізод: Peer Group                       |
| 2007—2008 | Багаті                                       | The Riches                        | Кел Меллой                                        | телесеріал; основна роль                 |
| 2008      | Закон та порядок: Злочинний намір            | Law & Order: Criminal Intent      | Майло                                             | епізод: Reunion                          |
| 2008      | Життя як вирок                               | Life                              | Джон Армстронг                                    | епізод: Find Your Happy Place            |
| 2008      | Менталіст                                    | The Mentalist                     | Тревіс Теннант                                    | епізод: Seeing Red                       |
| 2009      | Кості                                        | Bones                             | Тедді Паркер                                      | епізод: The Hero in the Hold             |
| 2009      | Закон та порядок: Спеціальний корпус         | Law & Order: Special Victims Unit | Дейл Стаки                                        | телесеріал; 4 епізоди                    |
| 2009      | Пес на прізвисько Різдво                     | A Dog Named Christmas             | Тодд Маккрей                                      | телефільм                                |
| 2010      | Тихий океан                                  | The Pacific                       | пересічний Хемм                                   | міні-серіал; епізод: Okinawa             |
| 2010      | Під прикриттям                               | Dark Blue                         | Піт                                               | епізод: Jane Wayne                       |
| 2010      | Тер'єри                                      | Terriers                          | Адам Фішер                                        | епізод: Missing Persons                  |
| 2010      | Обмани мене                                  | Lie To Me                         | Браян                                             | епізод: The Canary's Song                |
| 2011      | Думати як злочинець: Поведінка підозрюваного | Criminal Minds: Suspect Behavior  | Джейсон Вілер                                     | епізод: One Shot Kill                    |
| 2011—2021 | Безсоромні                                   | Shameless                         | Міккі Мілкович                                    | телесеріал; основна роль                 |
| 2012      | Хетфілди та Маккої                           | Hatfields & McCoys                | Елісон «Коттон» Маунтс                            | міні-серіал; основна роль                |
| 2012      | Столик у кутку                               | The Booth at the End              | Діллон                                            | телесеріал; 5 епізодів                   |
| 2016—2017 | Ліга справедливості                          | Justice League Action             | відьмак Кларіон                                   | мультсеріал; 2 епізоди; озвучка          |
| 2017      | Бійтеся ходячих мерців                       | Fear The Walking Dead             | Віллі                                             | епізод: Eye of the Beholder              |
| 2017      | Довга дорога додому                          | The Long Road Home                | пересічний Томас Янг                              | міні-серіал; роль другого плану          |
| 2018      | Касл-рок                                     | Castle Rock                       | Денніс Залевскі                                   | телесеріал; роль другого плану           |
| 2019      | Червона лінія                                | The Red Line                      | Пол Еванс                                         | телесеріал; основна роль                 |
| 2020      | Коннери                                      | The Conners                       | Ед Коннер-молодший                                | телесеріал; 3 епізоди                    |
| 2020—2021 | Безсоромність: Зал ганьби                    | Shameless: Hall of Shame          | Міккі Мілкович                                    | телесеріал; 2 епізоди                    |